# 鉴湖街道
鉴湖街道是中华人民共和国浙江省紹興市越城区下辖的一个镇。
2017年7月23日，浙江省人民政府批复同意撤销鉴湖镇建制，其行政区域改由绍兴市越城区政府直辖。
2017年8月7日，绍兴市人民政府批复同意在原鉴湖镇行政区域内设立鉴湖街道办事处。

## 行政区划
鉴湖街道下辖以下村级行政区划单位：
南池村、上谢墅村、骆家葑村、坡塘村、芳泉村、栖凫村、丰乐村、王家葑村、玉屏村、谢墅村和秦望村。